# Australopacifica polyadoides
Australopacifica polyadoides är en plattmaskart som först beskrevs av Fyfe 1956.  Australopacifica polyadoides ingår i släktet Australopacifica och familjen Geoplanidae. Inga underarter finns listade i Catalogue of Life.